# ولی‌الله نانواکناری
ولی‌الله نانواکناری نمایندهٔ دورهٔ دهم از حوزهٔ انتخابیهٔ بابلسر و فریدونکنار در استان مازندران است. وی با کسب ۳۹٬۳۱۹ رای از مجموع ۹۱٬۹۳۵ رای معادل ۴۲٫۷۷٪ درصد آرا به مجلس راه پیدا کرد.